# Рабочая партия Финляндии
Рабочая партия Финляндии (фин. Suomen Työväenpuolue, STP, швед. Finlands Arbetarparti) — левая политическая организация Финляндии, придерживающаяся идеологии экосоциализма, основанная в 2006 году на месте существовавшей с 1999 по 2006 годы «Альтернативной лиги» (фин. Vaihtoehtoväen, VEV). 
После безуспешного участия в двух парламентских выборах подряд (2003 и 2007) партия была лишена официальной регистрации в 2007 году, однако вновь смогла зарегистрироваться благодаря подтверждению собственной численности в 5 000 сторонников. В мае 2015 года партия вновь была исключена из партийного реестра Финляндии, поскольку не получила ни одного парламентского мандата ни на выборах 2011 года, ни на выборах 2015 года.

## История

### «Альтернативная лига» (1999—2006)
Осенью 1998 года организации «Альтернативная информация об Евросоюзе» (фин. Vaihtoehto EU:lle Tiedotuskeskus) и «Изменение 99» (фин. Muutos 99) начали собирать подписи для регистрации новой организации, которую изначально планировалось назвать «Партией мудрого развития» (фин. Viisaan kehityksen puolue), целью которой являлось участие в парламентских выборах 1999 года. Партия прошла официальную регистрацию в 1999 году с намерением также принять участие в выборах в Европарламент.
На муниципальных выборах 2000-го года кандидаты организации получили в общей сложности 400 голосов, после чего было принято решение об участии в следующих выборах в составе коалиции. Организация стала одним из основателей широкой коалиции, объединённой идеологией евроскептицизма — Muutosvoimat Suomi; активисты организации Стиг Лонг и Юхани Тански получили посты соответственно одного из вице-председателей и секретаря новосозданной коалиции.
На муниципальных выборах 2004 года партия получила 2257 голосов (0,09 % от общего количества).

### Рабочая партия Финляндии (2006-)
| Участие в выборах      |       |        |        |
| Парламентские выборы   |       |        |        |
| Год                    | Места | Голоса | Голоса |
| 2007                   | 0     | 1 764  | 0,06 % |
| 2011                   | 0     | 1 857  | 0,06 % |
| Муниципальные выборы   |       |        |        |
| Год                    | Места | Голоса | Голоса |
| 2000                   | 0     | 400    | 0,02 % |
| 2004                   | 1     | 2 257  | 0,09 % |
| 2008                   | 0     | 711    | 0,03 % |
| Выборы в Европарламент |       |        |        |
| Года                   | Места | Голоса | Голоса |
| 2009                   | 0     | 3 169  | 0,19 % |

#### Создание
Организационный съезд «Рабочей партии Финляндии», на котором присутствовало около 20-и лиц, состоялся 17 сентября 2006 года, хотя подготовительная работа велась с 2003 года, председателем организации был избран Юхани Тански. Четыре из шести членов избранного ЦК состояли в Лиге коммунистов — отколе 2002 года от Коммунистической рабочей партии — За мир и социализм.

#### Первые годы
На парламентских выборах 2007 года партия не получила ни одного места.
26 мая 2007 года состоялся съезд партии, на котором было принято решение об осуждении участия Финляндии в военных операциях НАТО и ЕС. Также на съезде секретарём организации был избран Хейкки Мянниккё.
На муниципальных выборах 2008 года партия не получила ни одного места. На выборах в Европарламент 2009 года партия также не получила ни одного места, отвергнув при этом идею бойкота выборов. 554 голоса на выборах получил кандидат от партии Йохан Бекман.